# 남양 서씨 3세 정려각
남양 서씨 3세 정려각은 대한민국 충청남도 천안시 동남구 광덕면 매당리에 있다. 1995년 5월 10일 천안시의 향토문화유산 제10호로 지정되었다.

## 개요
서충필, 서충좌, 서한장의 3위를 기리는 정려이다.